# Sheepy Magna
Sheepy Magna är en by i civil parish Sheepy, i distriktet Hinckley and Bosworth, i grevskapet Leicestershire i England. Byn är belägen 26 km från Leicester. Orten har 825 invånare (2015). Sheepy Magna var en civil parish fram till 1935 när blev den en del av Sheepy. Civil parish hade 448 invånare år 1931. Byn nämndes i Domedagsboken (Domesday Book) år 1086, och kallades då Scepa.